# Maty Noyes
Maty Noyes (* 25. August 1997 in Corinth, Mississippi) ist eine US-amerikanische Singer-Songwriterin.

## Biografie
Noyes wurde in Corinth im US-Bundesstaat Mississippi geboren und zog im Alter von 16 Jahren nach Nashville. Wenige Zeit später ließ sie sich in Los Angeles nieder, wo sie bis heute lebt.
Im Jahr 2013 veröffentlichte sie ihre erste EP Maty Noyes, die später wieder aus den Musikportalen entfernt wurde. 2014 unterschrieb sie einen Vertrag mit dem US-amerikanischen Musiklabel Lava Records. Im gleichen Jahr traf sie über den gemeinsamen Produzenten Stephan Moccio auf den kanadischen Musiker The Weeknd, für den sie die Vocals zu seinem Song Angel aufnahm.
Internationale Chartplatzierungen erreichte Noyes durch ihre Beteiligung an dem Song Stay des norwegischen DJs Kygo.

## Diskografie

### Singles
- 2015: Charge It to the Game
- 2015: Can’t Tell Me Who to Love
- 2015: Haunted
- 2016: Love You With a Bang
- 2016: In My Mind
- 2017: London
- 2017: Say It to My Face
- 2018: Spiraling Down
- 2018: Lava Lamps (feat. Beekwilder)
- 2018: Porn Star

### Gastbeiträge
- 2015: Stay (Kygo feat. Maty Noyes; US: Gold)
- 2017: Too Soon (Vanic feat. Maty Noyes)
- 2017: Higher (Lemaitre feat. Maty Noyes)